# Roy Revivo
Roy Revivo (hebräisch רוי רביבו; * 22. Mai 2003 in Tel Aviv) ist ein israelischer Fußballspieler.

## Karriere

### Verein
Zur Saison 2022/23 ging Revivo von der U19 von Maccabi Tel Aviv fest in deren erste Mannschaft über. Nachdem er hier keine Einsätze bekommen hatte, wurde er im Januar 2023 an Hapoel Jerusalem verliehen, wo er den Rest der Saison verbrachte. Dort hatte er sein Ligadebüt bei einer 1:2-Niederlage gegen Maccabi Haifa am 15. Januar 2023, bei der er auch gleich in der Startelf stand. Nach seiner Rückkehr zu Tel Aviv debütierte er in der ersten Mannschaft in einem Qualifikationsspiel für die Conference League 2023/24. Er kam auch in der Gruppenphase zum Einsatz, wo er in jeder Partie seines Teams, die das Achtelfinale erreichte, eingesetzt wurde.

### Nationalmannschaft
Mit der israelischen U19 bestritt Revivo von August 2021 bis Juli 2022 fast alle Partien der Mannschaft und fehlte lediglich beim ersten Gruppenspiel der Europameisterschaft 2022, welche das Finale seiner Laufbahn in dieser Altersklasse war. Im weiteren Verlauf des Turniers kam er in jeder Partie zum Einsatz. Mit seinen Mitspielern erreichte er das Endspiel, das man mit 1:3 nach Verlängerung gegen England verlor.
Mit der U20 nahm Revivo an der Weltmeisterschaft 2023 teil, bei der er in fast jeder Partie eingesetzt wurde. Seine Mannschaft beendete das Turnier durch einen 3:1-Sieg über Südkorea im Spiel um Platz drei auf dem dritten Platz, wobei er in dieser Partie nicht im Spielkader war. Nach zwei zuvor bereits erfolgten Einsätzen in der U21 nahm er mit dieser an der Europameisterschaft 2023 teil, bei der er lediglich das Viertelfinale aufgrund einer Gelbsperre verpasste. Israel schied im Halbfinale nach einem 0:3 gegen England aus dem Turnier aus.
Parallel zu seiner Teilnahme an der U-20-Weltmeisterschaft 2023 erhielt Revivo auch seine erste Nominierung für die A-Nationalmannschaft. Für diese debütierte am 19. Juni 2023 bei einem 2:1-Sieg in der Qualifikation für die Europameisterschaft 2024, bei dem er in der Startelf stand und die komplette Spielzeit durchspielte. Anschließend kam er noch bei vier weiteren Qualifikationsspielen sowie der Play-off-Halbfinalniederlage gegen Island zum Einsatz.